# Distretto di Olecko
Il distretto di Olecko (in polacco powiat olecki) è un distretto polacco appartenente al voivodato della Varmia-Masuria.

## Geografia antropica

### Suddivisioni amministrative
Il distretto comprende 3 comuni.
- Comuni urbano-rurali: Olecko
- Comuni rurali: Kowale Oleckie, Świętajno, Wieliczki